# Christy Hemme
Christina Lee "Christy" Hemme (* 28. října 1980 Poway, Kalifornie) je bývalá americká profesionální wrestlerka a modelka.

## Biografie
Po těžkém poražení ostatní konkurence se tato kalifornská rusovláska postavila Carmella DeCesare a tak vyhrála 250 000 $ a vůbec celou soutěž Diva Search. Na začátku roku 2005 se vytvořily fámy, že Christy bude pózovat pro magazín Playboy. Byla to pravda a dokonce se objevila na jeho titulní stránce. A to vše jenom k propagaci WWE a WrestleMania. To vyvolalo její feud s Trish Stratus (pouze v rámci příběhu).
V soutěži Diva Search si vytvořila mnoho fanoušků a to jí pomohlo zvítězit. I když její debut tak slavnostní nebyl. Rychle prohrála v handicap zápase kde musela samotná čelit Trish Stratus, Gail Kim a Molly Holly. Christy se ale přesto nevzdala a v zápasech pokračovala. Od onoho osudného prvního zápasu se stala Christy ozdobou celé WWE když na show Taboo Tuesday sundala Carmelle spodní prádlo.
Natočila mnoho reklam a byla velmi oblíbená tanečnice v show od Comedy Central, „The Man Show“.